# Poul de Løvenørn (søofficer)
 Der er flere personer med dette navn, se Poul Løvenørn (flertydig).
Poul de Løvenørn (født 11. august 1751 på Antvorskov Kloster, død 16. marts 1826 i København) var en dansk søofficer og kartograf, far til Frederik Ernst Vendelbo de Løvenørn.

## Baggrund
Han var sønnesøn af Poul Vendelbo Løvenørn og søn af Frederik de Løvenørn, moderen var Frederikke født Holsten. 
Løvenørn kom på Søkadetakademiet 1767, var usædvanlig flittig og blev sekondløjtnant 1770; umiddelbart derefter afgik han med en fregat bestemt til Middelhavet; under en voldsom storm i Nordsøen mistede den alle tre master og måtte vende tilbage. Senere foretoges togtet med en anden fregat. Løvenørn var derefter i flere år ikke til søs; han studerede i den tid hjemme og arbejdede navnlig med astronomi og navigation. 1776 blev han premierløjtnant og to år senere gik han i fransk orlogstjeneste sammen med ni andre danske. Under den duelige kaptajn Verdun de la Crenne og i grev d'Estaings flåde gjorde han sig hurtigt afholdt og agtet, blev ansat som eskadrechefens adjudant og avancerede til lieutenant de vaisseaux. Også her beskæftigede han sig ivrigt med navigationsvæsenet, studerede, hvor han kunne, fik forskellige franske videnskabsmænd til venner, såsom Borda, Lalande, Méchain o. fl., og blev medlem af Académie de marine i Brest. 
Efter en hård sygdom, han havde pådraget sig under et havari i Atlanterhavet, vendte Løvenørn, som 1781 var blevet udnævnt til dansk kaptajnløjtnant, 1782 hjem for at overtage ledelsen af en ekspedition, der gik ud på at undersøge forskellige videnskabelige nautiske problemer samt brugbarheden af nogle nye, af J.A. Armand opfundne søure. Forinden studerede han en tid lang ved observatoriet under Thomas Bugge sammen med en del andre søofficerer, der ligesom han skulle deltage i ekspeditionen. Han afgik samme år med skibet Prøven på ekspeditionen, anløb Frankrig, Portugal, Azorerne og Antillerne og kom tilbage efter et års forløb. Den beretning, han indsendte til Videnskabernes Selskab om udfaldet af sine undersøgelser, blev  trykt 1786 og havde til følge, at han (1784) blev optaget som medlem i selskabet.

## Initiativtager til Søkortarkivet og på ekspeditioner
1783 udnævntes Løvenørn til generaladjudant. 1784 oprettedes på hans forslag Søkortarkivet med det franske Dépôt des cartes de marine som mønster, og Løvenørn ansattes som dets direktør. Det er navnlig ved sit fortrinlige arbejde her og ved en flid, der forgæves søger sin lige, at Løvenørn har gjort sit navn bekendt som den, der væsentligst har givet stødet til de danske farvandes rationelle besejling. I en række år færdedes han rundt ved alle landets kyster, opmålte, lod tegne gode, pålidelige kort, forbedrede havne, afmærkede farvandene med sømærker, anlagde fyr o.m.m. Forinden Løvenørns tid havde man kun mådelige kort fra navigationsdirektør Christian Carl Lous og overlodsen Andreas Lous.
På en for øvrigt mislykket ekspedition, han 1786 foretog til Grønland i den hensigt at undersøge Østerbygden (hvortil han ikke nåede for drivis), anløb han Island og Shetlandsøerne og benyttede her lejligheden til at studere forholdene, så at han senere med assistance af andre kunne udarbejde kort og farvandsbeskrivelser over disse egne, og det af en så pålidelig kvalitet, at de benyttedes i et århundrede. Ved en del af disse arbejder, han således udførte for de dansk-norske farvandes lettere besejling, kom han i forbindelse med General-Toldkammerkollegiet, under hvem havne- og fyrvæsenet dengang sorterede. 1796 overdroges styrelsen af lodsvæsenet som overlods til Løvenørn, der også på dette område reformerede og forbedrede, navnlig ved at gennemføre den bestemmelse, at tilsynet med de lokale lodserier underlagdes samtlige indrulleringschefer rundt om i Danmark og Norge. 
1785 tog Løvenørn på en videnskabelig ekspedition til Sverige og vandt her den dygtige admiral Fredrik Henrik af Chapmans venskab. To år senere sendtes han i en særlig mission til det russiske hof, hvor han gjorde sig så yndet og agtet, at Katarina II senere søgte at få ham i sin tjeneste, et tilbud, Løvenørn dog ikke modtog. 1788 attacheredes han den russiske viceadmiral von Dessen, der dengang opererede med en eskadre i danske farvande. 1791 benyttede regeringen ham på ny i diplomatisk ærinde, idet den sendte ham som chef for en fregat og med gave til kejseren af Marokko for at afslutte en traktat. Løvenørn udførte hvervet tilfredsstillende og vendte næste år tilbage, men døjede meget i Nordsøen med storme og uvejr og måtte overvintre i Norge. 

## Andet administrativt virke
Foruden disse missioner blev han for øvrigt jævnlig benyttet, hvor man fandt brug for hans administrative talenter, hans arbejdsomhed og hurtige, praktiske greb: således oprettede han 1796, da gul feber med ualmindelig voldsomhed rasede i Vestindien og Amerika, en karantænestation i Christianssand og traf desuden betryggende karantæneforanstaltninger såvel i Danmark som i Norge. 1799 besøgte han egnen omkring Ejderen og udkastede planen til kanalen dér. 1800 foranledigede han oprettelsen af Længdekontoret i København, 1809 organiserede han færgevæsenet i Danmark. Samme år indtrådte han som medlem af kanaldirektionen, som 1811 afløstes af en kanal-, havne- og fyrdirektion, hvori han også fik sæde. 1816 blev han deputeret i Generaltoldkammer- og Kommercekollegiet.
Foruden disse omfattende arbejder, der dog alle må siges at have ligget inden for hans egentlige forretningssfære, var Løvenørn tillige et overmåde nyttigt og virksomt medlem af Landhusholdningsselskabet og af Selskabet til Husflidens Fremme. Desuden førte han en udstrakt korrespondance med de udenlandske videnskabelige selskaber, hvoraf han var medlem, blandt hvilke kan nævnes Institut de France.

## Hæder og død
Løvenørn steg efterhånden i Danmark på den militære rangstige: 1789 blev han kaptajn, 1797 kommandørkaptajn, 1804 kommandør og 1812 kontreadmiral. 1809 blev han Ridder af Dannebrog, 1812 Dannebrogsmand, 1815 dekoreredes han med Kommandørkorset af Dannebrog, 1824 med Storkorset; tillige modtog han i årenes løb en mængde udenlandske ordener samt 1804 en kostbar gave fra det russiske hof til tak for den store nytte, han ved sine farvandsforbedringer havde været for en russisk flåde, der dette år opholdt sig ved de danske kyster.
I vinteren 1825-26 begyndte Løvenørns helbred at gå ned ad bakke; han frasagde sig derfor en del af sine mangeartede forretninger, men vedblev med usvækket lyst at arbejde i sin yndlingsgerning på Søkortarkivet, hvor han har udfærdiget over 60 kortarbejder og farvandsbeskrivelser, rækkende lige fra det nordligste Island til de sydligste danske farvande. I denne virksomhed døde han, efterladende sig et varigt minde som en nobel personlighed og en fremragende dygtighed.
Han blev gift 1. gang 12. december 1792 i Holmens Kirke med Anna Maria Philippine Dumreicher (22. september 1754 i København – 8. december 1795 sst.), datter af kommandørkaptajn Johan Heinrich Dumreicher og hustru. 2. gang ægtede han 21. april 1797 i Holmens Kirke Caroline Henriette Gjedde (18. februar 1762 i København – 19. februar 1842 sst.), datter af kaptajn i Søetaten Ernst Jacob Gjedde (1722-62) og Sophie Megthilde Margrethe Richard (Rickers) (1735-1768).
Han er omtalt i søofficeren Peter Schiønnings papirer.
Løvenørn er begravet på Assistens Kirkegård.
Der findes en pastel hos grev Holstein-Løvenørn; kopi af C.A. Jensen 1834 på Frederiksborgmuseet. Pastel af Christian Horneman sammesteds. Marmorbuste af August Saabye sst. Miniature sst. Buste på Københavns  Observatorium. Stik af Johann Gottlieb Bärenstecher 1801.